# Jörgen Elgström
Jörgen Elgström, född 1919, död 1980, författare och biblioteksman. Son till Ossian Elgström, brorson till Anna Lenah Elgström.